# SK Dnipro-1
Sportywnyj Kłub „Dnipro-1” (ukr. Спортивний Клуб «Дніпро-1») – ukraiński klub piłkarski, mający siedzibę w mieście Dniepr.

## Historia
Chronologia nazw:
- 2017: SK Dnipro-1 (ukr. СК «Дніпро-1»)

Klub sportowy SK Dnipro-1 został założony w miejscowości Dniepr 10 marca 2017 z inicjatywy ukraińskiego polityka Jurija Berezy oraz byłego piłkarza FK Dnipro Romana Zozuli. Klub otrzymał barwy, logotyp i nazwę, zbliżone do używanych przez Pułk „Dnipro-1”. 
21 czerwca 2017 został dopuszczony do rozgrywek w Druhiej Lihi i otrzymał status profesjonalny, gdzie również występowało FK Dnipro. Głównym trenerem drużyny został Dmytro Mychajłenko, były trener FK Dnipro. Wraz z Mychajlenką do nowego klubu przeniósł się cały jego sztab szkoleniowy, część sztabu Dnipro, a także pewna liczba zawodników ze „starego” klubu. Polityka kadrowa SK Dnipro-1 w pierwszych latach istnienia klubu zakładała stawianie na własnych wychowanków i ogólnie ukraińskich zawodników. We wniosku zgłoszeniowym drużyny na sezon 2017/2018, 20 zawodników z 31 pochodziło z Dniepru i obwodu dniepropetrowskiego, natomiast w sezonie 2018/2019 – 21 zawodników z 37 zgłoszonych.
9 lipca 2017 Dnipro-1 rozegrało swój pierwszy profesjonalny mecz z Bukowyną Czerniowce w 1/64 finału Pucharu Ukrainy 2017/2018. Mecz zakończył się zwycięstwem Dnipro-1 5:0.
22 lipca 2024 klub został rozwiązany z powodu bankructwa. Zaplanowane na później mecze drugiej rundy eliminacji Ligi Konferencji UEFA przeciwko Puskás Akadémii FC zostały odwołane, a ukraiński klub został ukarany dwoma walkowerami po 0:3. 

## Sukcesy

### Trofea krajowe
| \| \| Zdobyte trofea w rozgrywkach Ukrainy (stan na: ) \| |                                                  |      |          |
| Rozgrywki                                                 | Osiągnięcie                                      | Razy | Sezon(y) |
| · Mistrzostwo                                             | I miejsce                                        | 0    |          |
| · Mistrzostwo                                             | II miejsce                                       | 1    | 2022/23  |
| · Mistrzostwo                                             | III miejsce                                      | 0    |          |
| Puchar                                                    | zdobywca                                         | 0    |          |
| Puchar                                                    | finalista                                        | 0    |          |
| II liga                                                   | I miejsce                                        | 0    |          |
| II liga                                                   | II miejsce                                       | 0    |          |
| II liga                                                   | III miejsce                                      | 0    |          |
| Ukraina                                                   | Zdobyte trofea w rozgrywkach Ukrainy (stan na: ) |      |          |

## Poszczególne sezony

### Rozgrywki międzynarodowe

#### Europejskie puchary
Legenda do wszystkich tabel:
- Q – runda eliminacyjna, 1/16, 1/8, 1/4, 1/2 – odpowiednia faza rozgrywek, Grupa – runda grupowa, 1r gr – pierwsza runda grupowa, 2r gr – druga runda grupowa, F – finał, R – runda, PO – play-off
- k. – rzuty karne, los. – losowanie, Dogr. – dogrywka, w. – zasada bramek strzelonych na wyjeździe

| Sezon   | Rozgrywki               | Runda   | Klub             | Dom       | Wyjazd    | Ogólnie    |
| ------- | ----------------------- | ------- | ---------------- | --------- | --------- | ---------- |
| 2022/23 | Liga Europy             | PO      | Larnaka          | 1–2       | 0–3       | 1–5        |
| 2022/23 | Liga Konferencji Europy | Grupa E | Alkmaar          | 0–1       | 1–2       | 2. miejsce |
| 2022/23 | Liga Konferencji Europy | Grupa E | Apollon Limassol | 1–0       | 3–1       | 2. miejsce |
| 2022/23 | Liga Konferencji Europy | Grupa E | Vaduz            | 2–2       | 2–1       | 2. miejsce |
| 2022/23 | Liga Konferencji Europy | 1/16    | Larnaka          | 0–0       | 0–1       | 0–1        |
| 2023/24 | Liga Mistrzów           | 2Q      | Panathinaikos    | 1–3       | 2–2       | 3–5        |
| 2023/24 | Liga Europy             | 3Q      | Slavia Praga     | 1–1       | 0–3       | 1–4        |
| 2023/24 | Liga Konferencji Europy | PO      | Spartak Trnawa   | 1–1       | 1–2       | 2–3, Dogr. |
| 2024/25 | Liga Konferencji        | 2Q      | Puskás Akadémia  | 0–3 (wo.) | 0–3 (wo.) | 0–6        |

### Rozgrywki krajowe
| \| Ukraina \| Bilans występów klubu w rozgrywkach piłkarskich Ukrainy (Stan na 31 maja 2023 r.) \| \| |                                                                                   |        |       |   |   |   |    |    |     |         |        |        |      |
| Poziom                                                                                                | Rozgrywki                                                                         | Sezony | Mecze | Z | R | P | B+ | B– | Pkt | Lata    | Awanse | Spadki | Naj. |
| I | Wyszcza Liha / Premier-liha                                                       | 4      |       |   |   |   |    |    |     | od 2019 | 0      | 0      | 2    |
| II | Persza liha                                                                       | 1      |       |   |   |   |    |    |     | 2018/19 | 1      | 0      | 1    |
| III                                                                                                   | Druha liha                                                                        | 1      |       |   |   |   |    |    |     | 2017/18 | 1      | 0      | 1    |
| IV | Perehidna liha / Tretia liha / Amatorska liha                                     | 0      |       |   |   |   |    |    |     |         | 0      | 0      |      |
| | Puchar Ukrainy                                                                    | 5      |       |   |   |   |    |    |     | od 2017 | 0      | 0      | 1/2  |
| | Superpuchar Ukrainy                                                               | 0      |       |   |   |   |    |    |     |         | 0      | 0      |      |
| Ukraina                                                                                               | Bilans występów klubu w rozgrywkach piłkarskich Ukrainy (Stan na 31 maja 2023 r.) |        |       |   |   |   |    |    |     |         |        |        |      |

## Piłkarze, trenerzy, prezydenci i właściciele klubu

### Piłkarze

#### Aktualny skład zespołu
Stan na 10 września 2023
| Nr | Poz. | Piłkarz              |
| -- | ---- | -------------------- |
| 1  | BR   | Jewhen Wołyneć       |
| 3  | OB   | Wołodymyr Adamiuk    |
| 4  | OB   | Emiliano Purita      |
| 5  | PO   | Eduard Sarapij       |
| 6  | OB   | Ołeh Horin           |
| 7  | NA   | Ołeksandr Filippow   |
| 8  | PO   | Ołeksandr Pichalonok |
| 9  | PO   | Ołeksij Huculak      |
| 10 | PO   | Maksym Tretjakow     |
| 11 | OB   | Denys Miroszniczenko |
| 12 | BR   | Jakiw Kinarejkin     |
| 14 | NA   | Ramik Hadżijew       |
| 17 | PO   | Bohdan Ledniew       |
| 18 | PO   | Rusłan Babenko       |

| Nr | Poz. | Piłkarz                                        |
| -- | ---- | ---------------------------------------------- |
| 19 | PO   | Vitinho (wyp. z Atlético Mineiro)              |
| 20 | OB   | Serhij Horbunow                                |
| 22 | PO   | Wałentyn Rubczynski                            |
| 25 | PO   | Ihor Kohut                                     |
| 26 | OB   | Ołeksandr Kaplijenko (wyp. z Metalist Charków) |
| 28 | NA   | Marcos André                                   |
| 30 | OB   | Wasyl Kraweć                                   |
| 31 | NA   | Daniel Kiwinda                                 |
| 33 | BR   | Wałerij Jurczuk                                |
| 34 | PO   | Wołodymyr Tanczyk                              |
| 39 | OB   | Ołeksandr Swatok (kapitan)                     |
| 42 | PO   | Jewhenij Pasicz                                |
| 95 | NA   | Felipe Pires                                   |
| 99 | NA   | Bill                                           |

#### Piłkarze na wypożyczeniu
Stan na 10 września 2023
| Nr | Poz. | Piłkarz                                            |
| -- | ---- | -------------------------------------------------- |
|    | OB   | Mykyta Kononow (wyp. do JuKSA Kijów do 30.06.2024) |

| Nr | Poz. | Piłkarz                                             |
| -- | ---- | --------------------------------------------------- |
|    | PO   | Domingo Blanco (wyp. do Club Tijuana do 30.06.2024) |

### Trenerzy
- 6.07.2017–18.09.2020:  Dmytro Mychajłenko
- 22.09.2020–13.07.2022:  Igor Jovićević
- 29.07.2022–20.08.2023:  Ołeksandr Kuczer
- 21.08.2023–...:  Wałerij Horodow (p.o.)

## Struktura klubu

### Stadion
Klub rozgrywał swoje mecze domowe na stadionie Meteor w Dnieprze, który może pomieścić 24381 widzów.

## Kibice i rywalizacja z innymi klubami

### Derby
- Krywbas Krzywy Róg
- Hirnyk Krzywy Róg
- Metalist Charków (2019)
- Metalist 1925 Charków
- Dynamo Kijów